# Deinopa signiplena
Deinopa signiplena là một loài bướm đêm trong họ Erebidae.